# Airbus Beluga XL
Airbus Beluga XL ― широкофюзеляжный транспортный самолёт на базе авиалайнера A330-200, который призван прийти на смену Airbus Beluga. Модель XL имеет аналогичное предыдущей модели расширение фюзеляжа в верхней части. Разработка, конструирование и эксплуатация осуществляется компанией Airbus, для перевозки негабаритных частей самолётов. 
Проект запущен в ноябре 2014 года в объёме 6 бортов, которые будут иметь на 30 % бо́льшую ёмкость, чем существующая модель. XL способна доставлять две консоли крыла A350 XWB вместо одного. О завершении проектных работ было сообщено 16 ноября 2015 года. Окончательная сборка началась в 2017 году, а эксплуатация — в 2019 году.
Первый полёт (тестовый) самолёт совершил 19 июля 2018 года, под управлением капитана Кристофа Келя, второго пилота Бернардо Саес-Бенито Эрнандеса и бортинженера Джина Мишеля Пена. Самолёт поднялся в воздух и в 14:21 по местному времени успешно совершил посадку на полосу аэродрома в Тулузе-Бланяк, Франция, полёт длился 4 часа 11 минут.
9 января 2020 года самолет совершил первый рабочий рейс в рамках операционной деятельности Airbus.

## Сравнительная характеристика
| Данные                 | Airbus Beluga XL                               | Airbus Beluga                               |
| ---------------------- | ---------------------------------------------- | ------------------------------------------- |
| Грузоподъёмность       | 53 т                                           | 47 т                                        |
| Длина                  | 63,10 м                                        | 56,15 м                                     |
| Размах крыла           | 60,30 м                                        | 44,84 м                                     |
| Высота                 | 18,90 м                                        | 17,24 m                                     |
| Диаметр фюзеляжа       | 8,80 м                                         | 7,10 м                                      |
| Дальность полёта       | 4074 км                                        | 2779 км                                     |
| Макс. взлётная масса   | 227 т                                          | 155 т                                       |
| Макс. посадочная масса | 187 т                                          | ---                                         |
| Силовая установка      | 2 × Rolls-Royce Trent 700, каждый тягой 316 кН | 2 × General Electric CF6-80C2A8, 232—276 кН |

Предполагаемый будущий конкурент Beluga XL — разрабатываемый самый большой самолёт в истории авиации, который будет называться WindRunner от энергетического стартапа Radia из Колорадо, США.